# Pedro Rodríguez
Pedro Eliezer Rodríguez Ledesma, normalt kendt som Pedro Rodríguez eller bare Pedro (født 28. juli 1987 i Santa Cruz de Tenerife) er en spansk fodboldspiller, der spiller for den italienske Serie A klub Lazio
Pedro kan spille på både venstre og højre kant, men foretrækker højre (pga. sit udmærkede højreben). Pedro er kendt for at deltage meget i det offensive arbejde. Han skiftede den 19. august 2021 til Lazio på en fri transfer, han lavde det såkaldte "forbudte skifte" da han førhen spillede hos de lokale rivaler fra Roma.

## Landshold
Pedro står (pr. august 2021) noteret for 65 kampe og 17 scoringer for Spaniens landshold, som han debuterede for 29. maj 2010 i en venskabskamp mod Saudi-Arabien. Han var samme år en del af den spanske trup, der vandt guld ved VM i 2010 i Sydafrika.

## Titler
La Liga
- 2009, 2010, 2011, 2013 og 2015 med FC Barcelona

Copa del Rey
- 2009, 2012 og 2015 med FC Barcelona

Supercopa de España
- 2009, 2010, 2011 og 2013 med FC Barcelona

Champions League
- 2009, 2011 og 2015 med FC Barcelona

UEFA Europa League
- 2019 med Chelsea

UEFA Super Cup
- 2009, 2011 og 2015 med FC Barcelona

VM for klubhold
- 2009 og 2011 med FC Barcelona

VM
- 2010 med Spanien

EM
- 2012 med Spanien